# Maison au 48, rue des Marchands à Colmar
La maison au 48, rue des Marchands est un monument historique situé à Colmar, dans le département français du Haut-Rhin.

## Localisation
Ce bâtiment est situé au 48, rue des Marchands à Colmar.

## Historique
Il s'agit de la maison natale de Marie Bigot (née en 1786) dans une famille de musiciens. Elle a été édifiée en 1545.
La porte fait l'objet d'une inscription au titre des monuments historiques depuis le 6 janvier 1930.

## Architecture
L'arc de porte présente une géométrie originale et des bas-reliefs.